# جولیوس شولمن
جولیوس شولمن (به انگلیسی: Julius Shulman) (زاده ۱۰ اکتبر ۱۹۱۰ - درگذشته ۱۵ ژوئیه ۲۰۰۹) عکاس معماری آمریکایی بود. مشهورترین کار او عکسی از خانه مطالعه موردی شماره ۲۲ یا خانه استال است که در تاریخ ۱۹۶۰ در لس آنجلس از خانه‌ای به معماری پیر کونیگ گرفته‌است. عکس‌های او از کالیفرنیا که در اواسط قرن بیستم از دنیای مدرن معماری تهیه شده بازتابی گسترده در سراسر جهان داشت. این آثار طریق انتشار کتاب‌ها، نمایشگاه‌ها و حضور شخصی او موجب بروز جنبشی نو در سال ۱۹۹۰ برای درک جدیدی از مدرنیسم شد.

## نگارخانه

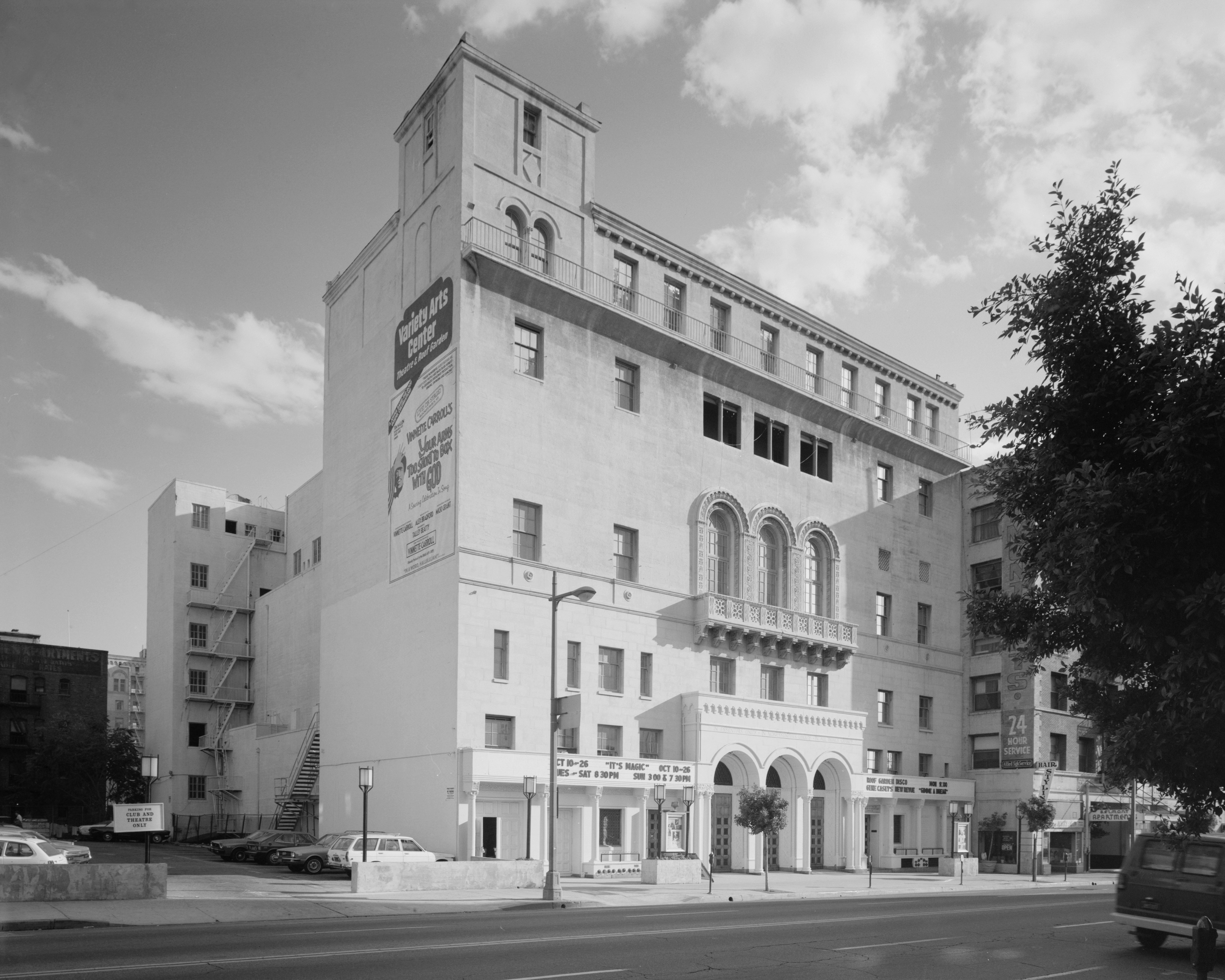
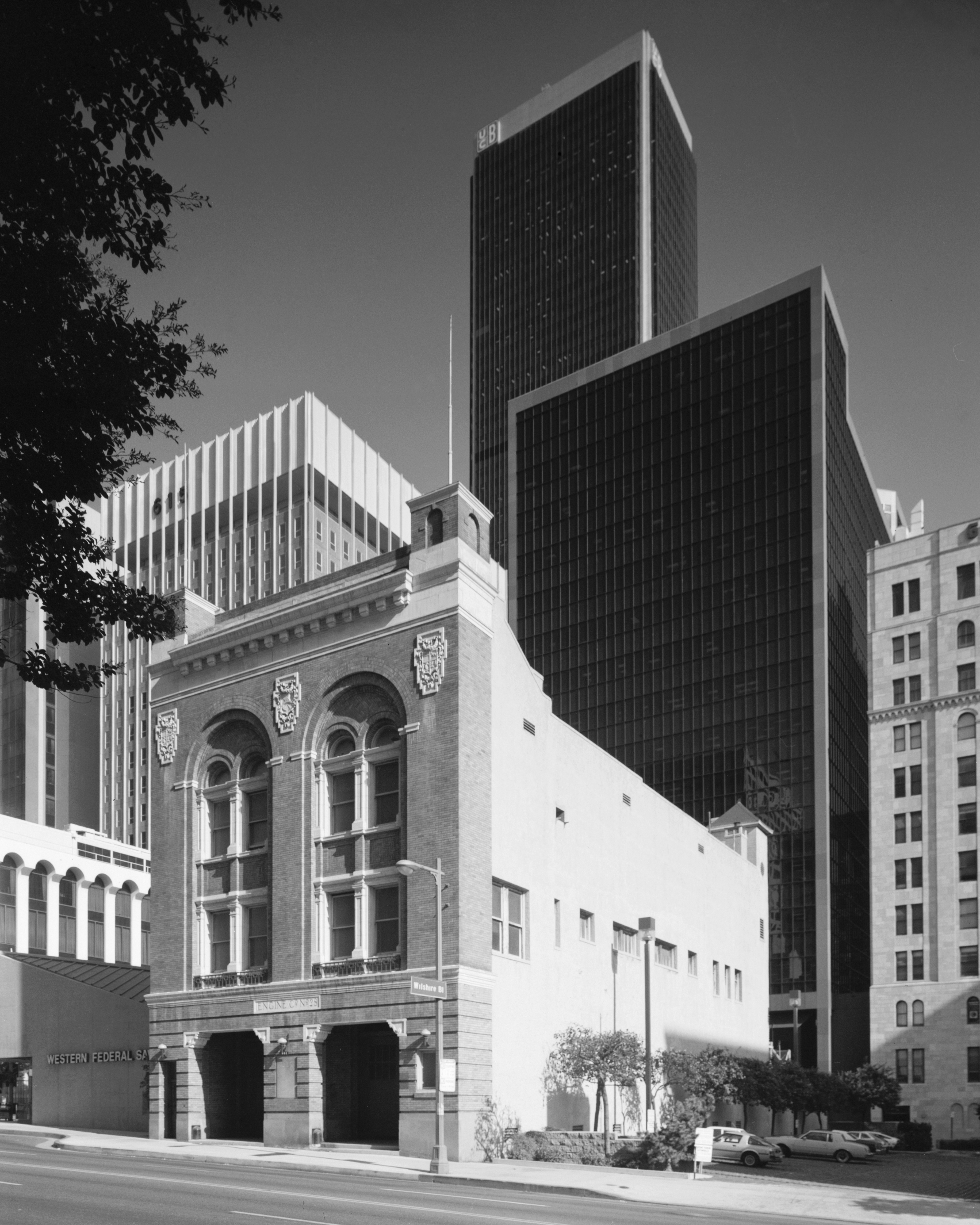
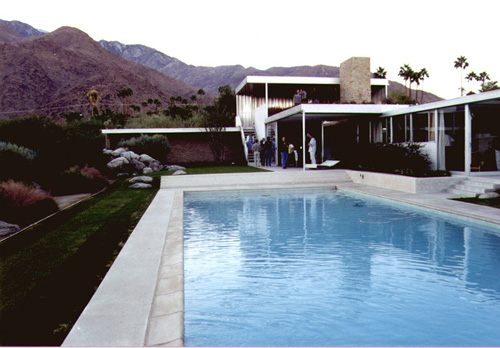
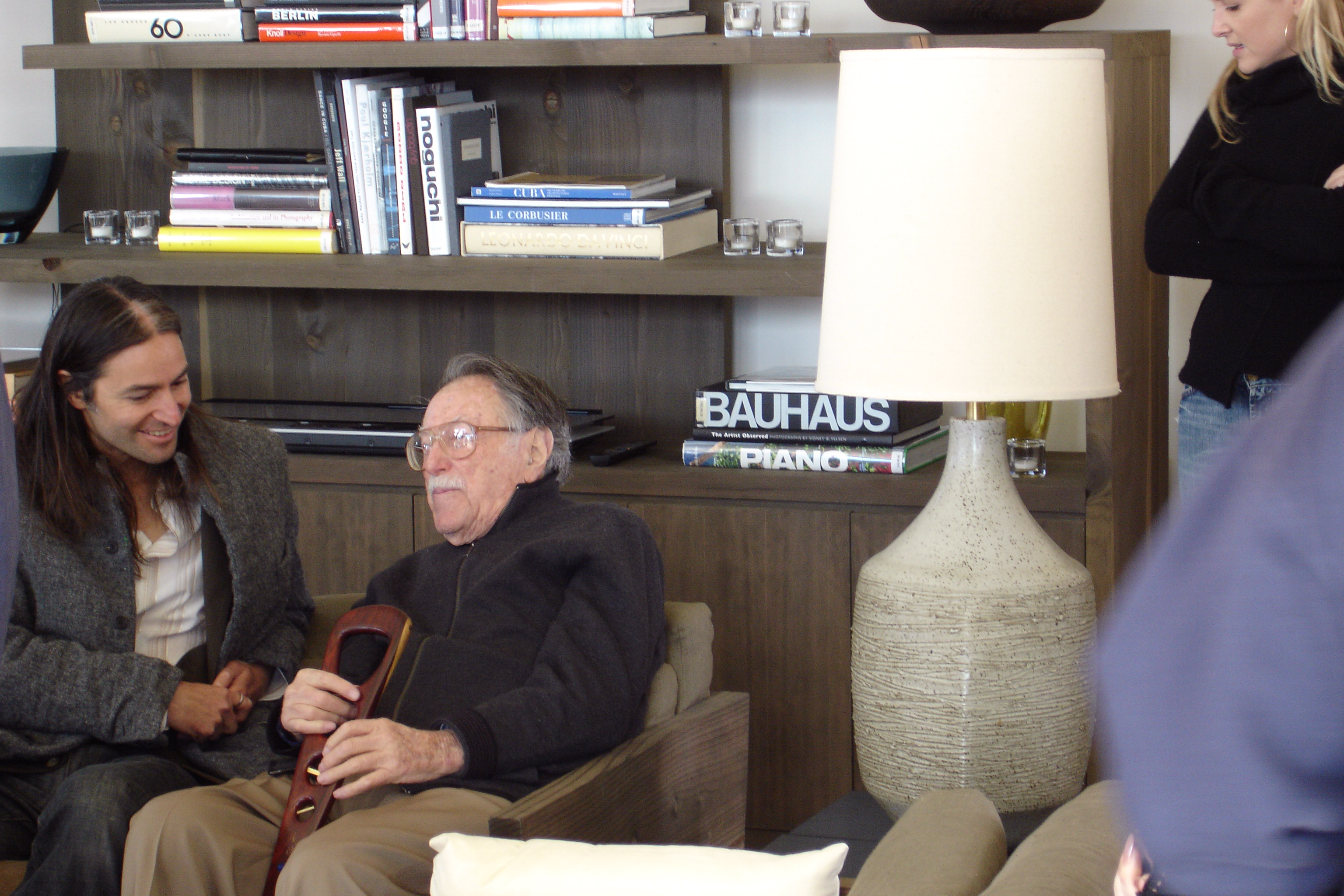